# Nesticus lusitanicus
Nesticus lusitanicus är en spindelart som beskrevs av Fage 1931. Nesticus lusitanicus ingår i släktet Nesticus och familjen grottspindlar.
Artens utbredningsområde är Portugal. Inga underarter finns listade i Catalogue of Life.